# زن (فیلم ۲۰۱۱)
زن (به انگلیسی: The Woman) یک فیلم ترسناک و دلهره‌آور آمریکایی به کارگردانی لاکی مک‌کی با بازی پولیانا مکینتاش، آنجلا بتیس و شان بریدجرز محصول سال ۲۰۱۱ است.
در سال ۲۰۱۹ دنباله این فیلم با عنوان دارلین منتشر شد.

## داستان
فیلم به روی یک زن وحشی ناشناس آغاز می‌شود، با زخمی در پهلوی تن‌اش در حالی که در جنگل جستجو می‌کند، به غار خود بازمی‌گردد و دور چیزی که به نظر می‌رسد فرزندش است می‌چرخد. یک گرگ که ظاهراً توسط زن وحشی رام شده‌است، دور شیرخوار نیز می‌چرخد، اما هیچ آسیبی ندارد. اگرچه در فیلم به آن اشاره‌ای نشده‌است، اما این زن آخرین عضو باقی مانده از یک قبیله آدمخوار است. سرانجام یک وکیل تصمیم می‌گیرد که آخرین زن بازمانده از یک قبیله انسان‌های وحشی را متمدن سازد. او با این تصمیم جان تمام خانواده‌اش را به خطر می‌اندازد و…

## بازخوردها
استقبال انتقادی از این فیلم مثبت بوده‌است. تا مارس ۲۰۲۱، این فیلم بر اساس ۵۱ نقد با میانگین امتیاز ۶٫۴ از ۱۰ در سایت راتن تومیتوز دارای ۷۳٪ محبوبیت است.